# Comté de Genesee (New York)
Pour les articles homonymes, voir Comté de Genesee.
Le comté de Genesee (en anglais : Genesee County) est l'un des 62 comtés de l'État de New York, aux États-Unis. Le siège de comté est Batavia.

## Population
La population du comté s'élevait à 58 388 habitants au recensement de 2020.
| Groupe                           | Comté de Genesee | New York | États-Unis |
| -------------------------------- | ---------------- | -------- | ---------- |
| Blancs                           | 92,9             | 66,8     | 72,4       |
| Afro-Américains                  | 2,7              | 15,9     | 12,6       |
| Métis                            | 1,8              | 3,0      | 2,9        |
| Amérindiens                      | 1,1              | 0,6      | 0,9        |
| Autres                           | 1,0              | 7,5      | 6,4        |
| Asiatiques                       | 0,6              | 7,3      | 4,8        |
| Total                            | 100              | 100      | 100        |
|                                  |                  |          |            |
| Hispaniques et Latino-Américains | 2,7              | 17,6     | 16,7       |

## Comtés adjacents
- Comté d'Orleans (au nord)
- Comté de Niagara (au nord-ouest)
- Comté d'Érié (à l'ouest)
- Comté de Wyoming (au sud)
- Comté de Livingston (au sud-est)
- Comté de Monroe (au nord-est)